# Calliopsis phaceliae
Calliopsis phaceliae là một loài Hymenoptera trong họ Andrenidae. Loài này được Timberlake mô tả khoa học năm 1952.